# Néville-sur-Mer
Néville-sur-Mer foi uma comuna francesa na região administrativa da Normandia, no departamento Mancha. Estendia-se por uma área de 3,49 km². Em 2010 a comuna tinha 187 habitantes (densidade: 53,6 hab./km²).
Em 1 de janeiro de 2016, passou a formar parte da nova comuna de Vicq-sur-Mer.